# چهاربید (جاجرم)
چهاربید روستایی در دهستان طبر بخش جلگه شوقان شهرستان جاجرم استان خراسان شمالی ایران است.

## جمعیت
بر پایه سرشماری عمومی نفوس و مسکن در سال ۱۳۹۵ جمعیت این مکان ۱٬۳۲۹ نفر (۴۳۸خانوار) بوده است.